# Ābdārū
Ābdārū (persiska: آبدارو) är en ort i Iran.   Den ligger i provinsen Khorasan, i den nordöstra delen av landet, 700 km öster om huvudstaden Teheran. Ābdārū ligger 1 819 meter över havet och antalet invånare är 244.
Terrängen runt Ābdārū är kuperad åt nordost, men åt sydväst är den platt. Runt Ābdārū är det ganska glesbefolkat, med 25 invånare per kvadratkilometer. Närmaste större samhälle är Robāţ-e Sang, 19,0 km sydväst om Ābdārū. Trakten runt Ābdārū består i huvudsak av gräsmarker.